# Ольшанка (Башмаковский район)
Ольшанка — село в Башмаковском районе Пензенской области России. Входило в состав Сосновского сельсовета. С 15 мая 2019 года в составе Знаменского сельсовета.

## География
Расположено в 10 км к северу от центра сельсовета села Сосновка, на реке Ольшанка (приток реки Ушинка).

## Население
| 1864 | 1877 | 1911 | 1930 | 1959 | 1979 | 1989 |
| ---- | ---- | ---- | ---- | ---- | ---- | ---- |
| 1057 | ↘922 | ↘722 | ↗882 | ↘233 | ↘170 | ↘99  |
| 1996 | 2002 | 2010 |      |      |      |      |
| ↗104 | ↘68  | ↘12  |      |      |      |      |

## История
Основано в начале XVIII века генерал-аншефом князем Д. А. Шепелевым. В 1930-е годы центр Ольховского сельсовета, действовал колхоз имени Жданова. В 1980-х отделение совхоза «Ольшанский».

## Уроженцы
- М. Н. Дунаев — Герой Советского Союза.
- А. Н. Золотов — Герой Социалистического Труда.
- В. И. Зацепин — генерал-майор авиации.